# 哈姆伦
哈姆伦（Hamren），是印度阿萨姆邦Karbi Anglong县的一个城镇。总人口8278（2001年）。

## 人口
该地2001年总人口8278人，其中男性4390人，女性3888人；0—6岁人口1518人，其中男774人，女744人；识字率63.64%，其中男性为70.68%，女性为55.68%。